# پاهای میلیون دلاری
پاهای میلیون دلاری (انگلیسی: Million Dollar Legs) یک فیلم کمدی پیشا-کد است که در سال ۱۹۳۲ منتشر شد. این فیلم از بازی‌های المپیک تابستانی ۱۹۳۲ در لس آنجلس الهام گرفته شده‌است.

## بازیگران
- سوزان فلمینگ
- جک اوکی
- دبلیو. سی. فیلدز
- اندی کلاید
- بن ترپین
- هیو هربرت
- اروینگ بیکن
- جرج باربیر
- دیکی مور
- بیلی گیلبرت
- لیدا روبرتی
- چارلز آر. مور